# Бурлык (Украинский сельский округ)
Бурлык (каз. Бұрлық, до 2009 г. — Бурлук) — село в Айыртауском районе Северо-Казахстанской области Казахстана. Входит в состав Украинского сельского округа. Код КАТО — 593251200.

## Географическое положение
Находится примерно в 15 км к юго-западу от села Саумалколь, административного центра района, на высоте 266 метров над уровнем моря. Код КАТО — 593251200.

## Население
В 1999 году население села составляло 345 человек (167 мужчин и 178 женщин). По данным переписи 2009 года, в селе проживало 304 человека (157 мужчин и 147 женщин).